# Kilár Ferenc
Kilár Ferenc (Budapest, 1953. január 28. –) Akadémiai Díjas magyar kémikus, 1997 és 2018 között a Pécsi Tudományegyetem ÁOK Bioanalitikai Intézet vezetője, 1997 és 2016 között a TTK Analitikai és Környezeti Kémia Tanszék tanszékvezető egyetemi tanára, illetve a Sapientia Erdélyi Magyar Tudományegyetem Csíkszeredai Kar Biomérnöki Tanszék egyetemi tanára.

## Élete
Általános és középiskoláit a pécsi Nagy Lajos Gimnáziumban végezte. 1977-ben szerzett oklevelet az Eötvös Loránd Tudományegyetem Természettudományi Karán. Először a Szegedi Biológiai Központ Enzimológiai Intézetében, majd később a Pécsi Tudományegyetem Általános Orvostudományi Karán dolgozott. 1986-ban lett a kémiai tudományok kandidátusa. 1995-ben megszerezte az MTA doktora címet, 1997-ban egyetemi tanári kinevezést kapott. 1997-től a Természettudományi Kar Analitikai Kémia Tanszéke, illetve az Általános Orvostudományi Kar Bioanalitikai Intézete vezetője volt. Posztdoktorként, majd vendégprofesszorként összesen 6 évet töltött Svédországban.
Kutatási területe a fehérjekémia és az elválasztástudomány területeihez kapcsolódik. Eredményeit 110 folyóiratcikk, 9 könyvrészlet, és 1 szabadalom fémjelzi. A Journal of Biochemical and Biophysical Methods társ-főszerkesztője volt, az Electrophoresis, a Journal of Proteomics, valamint a Studia, Chemia Universitatis Babes-Bolyai társ-editora és szerkesztőbizottságának tagja.  Kitüntetései közül az EMT Erdélyi Tudományosságért díja, az MKE Nívódíja, a CEEPUS Prize for Excellence, és Pécs város Tudományos díja a legfontosabbak. A MKE-nek 1996 óta tagja. A 2000-ben megalapított Kémia Doktori Iskola vezetője.

## Díjai, elismerései
- CEEPUS (Central European Exchange Program for University Studies) Miniszteri díj a hazai koordinációért. (2017)[2]
- A Magyar Érdemrend tisztikeresztje (2020), polgári tagozat.[3]
- Akadémiai Díj ( 2020 )[4]